# Schneewittchen (1987)
Schneewittchen (Originaltitel: Snow White) ist ein Märchenfilm. MGM produzierte den Film in der Reihe A Cannon Movie Tale, Studioaufnahmen übernahm G.G. Israel Studios, Jerusalem LTD. In den Vereinigten Staaten hatte der Film 1987 Premiere; bei den Filmfestspielen in Cannes wurde der Film erstmals am 14. Mai 1987 gezeigt. Eine DVD-Ausgabe liegt vor; der Film entstand nach dem Stoff des Schneewittchen-Märchens von den Gebrüdern Grimm.

## Handlung

### Prinz
Durch eine verschneite Landschaft reitet ein junger Prinz mit seinem Gefolge. Nach langer Reise nähert er sich der Heimat, als er überrascht einen Wald vor sich liegen sieht, den er nicht kennt und den keine Karte verzeichnet. Ein Reiter warnt ihn. Der Wald ist als Zauberwald bekannt. Doch der junge Mann bittet sich aus den Ort zu erforschen. Er reitet allein. Er singt das Lied Where am I going. Hierin wird er sich klar, dass er auf der Suche nach seiner unbekannten Liebe ist. Mitten im Winterwald steht er plötzlich vor einem schneebedeckten Glassarg. Als er den Schnee entfernt, erblickt er in dem Sarg das schönste Mädchengesicht. Doch dann hört er Lärm. Er versteckt sich und es erscheinen sieben Zwerge. Und nach einigem Hin und Her werden sie bekannt und die Zwerge erzählen die Geschichte von der Schönen im Glassarg:

### Schneewittchens Mutter
Es schneit. Eine wunderschöne Königin erwartet ein Kind. Und sie wünscht sich ein Kind von urbildlicher Schönheit: Die Lippen so rot wie Blut, die Haut so weiß wie Schnee und das Haar so Schwarz wie Ebenholz. Fröhlich faltet sie mit ihren Hofdamen Tücher und sie singen und tanzen nach dem Lied: Let it snow. Voller Freude gehen der König und seine Frau dem Ereignis entgegen. Schneewittchen wird geboren. Als der König das Glück seinem Volk verkündet muss er zu seiner Frau eilen. Sie stirbt und gibt dem Kind den Namen: Schneewittchen.

### Das kleine Mädchen
Ein fröhliches kleines Mädchen ist Schneewittchen geworden. Anmutig tanzt sie durch das Schloss und singt zum Musikspiel des Vaters Hoppin’ on My Daddy’s Knee. Da kommt – prachtvoll gekleidet – eine Rothaarige herein. Es ist die zweite Frau des Königs. Sie belächelt das Vater-Tochter-Idyll und mahnt zur Eile. Man hat noch einen Empfang. Kalt wünscht sie Schneewittchen Gute Nacht. Das kleine Mädchen fragt den Vater traurig nach der richtigen Mutter. Mit der Puppe im Arm wird Schneewittchen vom König zu Bett gebracht. Doch neugierig tappt das Mädchen noch einmal los. Da erspäht sie durch das Schlüsselloch ihre Stiefmutter. Die spricht mit einem Zauberspiegel. Schneewittchen versteckt sich, und als die Königin fort ist spricht auch Schneewittchen zu dem Spiegel die magischen Worte, die sie eben gehört hat. Der Spiegel lacht die Kleine aus. Entsetzt flüchtet das Kind und versteckt sich unter der Bettdecke.

### Jagd
Am nächsten Morgen geht es zur Jagd. Fröhlich weckt die Kleine den Vater. Neidisch sieht die Königin die Liebe des Königs zu seiner schönen Tochter. Die Böse nutzt die Gelegenheit und dingt einen Jäger. Der soll Schneewittchen während der Jagd heimlich töten. Dieses ersinnend singt die böse Königin More Beautiful Than Me. Geschickt weiß der Jäger das kleine Mädchen in die Einsamkeit zu locken, doch als er den verruchten Plan ausführen will, flüchtet die Kleine. Schneewittchen verspricht, nie wieder zu ihrem Vater zurückzukehren. Der Jäger hat Mitleid und lässt die Kleine laufen. Verzweifelt über den Verlust seines Kindes stirbt der König. Schneewittchen läuft durch den wilden Wald, stürzt durch Blätterhaufen und zerreist sich die Kleider. Endlich gelangt die Kleine zu einem knorrigen Häuschen. Es ist leer. Und das hungrige Kind springt mit dem ausgelassenen The Bed-Song durch die Hütte und nascht von dem Essen, das sie findet.

### Die sieben Zwerge
Als die Zwerge abends heimkehren wundern sie sich über die Unordnung. Doch erst am nächsten Tag finden sie die Kleine. Als Schneewittchen von ihrem Schicksal berichtet, beschließen die Zwerge das Mädchen bei sich zu behalten. Und in einem fröhlichen Lied, Iddy Biddy-Names, bringen sie dem verwirrten Kind ihre sieben Namen bei: Iddy, Biddy, Liddy, Diddy, Kiddy, Fiddy und Giddy.

### Gift
Schneewittchen ist zu einem Bild von Mädchen bei den Zwergen herangewachsen. Anmutig versorgt die Schöne den Zwergenhaushalt und singt den Every Day-Song. Doch da erfährt die böse Stiefmutter von ihrem sprechenden Spiegel, das und wo Schneewittchen lebt – denn die Antwort auf die Frage nach der Schönsten beantwortet der Spiegel mit: Schneewittchen bei den sieben Zwergen über den sieben Bergen. Das kann und will die Neidische nicht ertragen. Verkleidet macht sie sich auf den Weg und verkauft Schneewittchen ein Mieder und versucht sie damit zu Tode zu schnüren. Die Zwerge finden das Mädchen und können helfen. Am nächsten Tag verkauft – diesmal als Chinesin verkleidet – die Stiefmutter Schneewittchen einen giftigen Kamm. Auch diesmal retten die Zwerge. Doch dann holt sie zu ihren gesamten Zauberkräften aus. Mit dem dämonischen Lied Lovely Hair ersinnt sie Böses: Und mit einem giftigen Apfel – weiß und rot – gelingt es ihr das schöne Schneewittchen zu vergiften. Aber da das Mädchen so schön ist, können die Zwerge sich nicht trennen und betten Schneewittchen in den gläsernen Sarg – bewacht von den Zwergen und den Tieren des Waldes. Soweit erzählen die Zwerge dem erschütterten Prinzen.

### Begegnung
Auf flehentliches Bitten des Prinzen geben ihm die Zwerge das schöne Mädchen im Glassarg mit. Er will Schneewittchen auf sein Schloss bringen. Ein Schneesturm bricht los. Der Sarg fällt von der Kutsche. Durch den Aufprall fliegt das vergiftete Stück Apfel aus Schneewittchens Mund und sie erwacht. Der Prinz und Schneewittchen verlieben sich. Die Hochzeit wird verkündet. Unterdessen bereitet sich die böse Königin auf das Fest des Jahres vor: Die bevorstehende Hochzeit des Prinzen. Doch der Spiegel erklärt der Bösen, nicht sie selbst, sondern die junge Königin sei die Schönste. Wutentbrannt zertrümmert die Hexe den Spiegel. Als sie bei der Hochzeit erscheinen will altert die Hexe mit jedem Schritt um Jahre. Dennoch erkennen sich die Böse und die Braut Schneewittchen sofort. Entsetzt sehen alle zu, wie sich der Neid selbst zu Asche verzehrt. Der Prinz schließt seine Schöne, befreit von der schlimmen Bedrohung, glücklich in die Arme.

## Hintergründe
Insbesondere auf der Ebene des Visuellen ist der Film sehr differenziert und traditionsreich. Als das kleine Schneewittchen nach ihrem Bed-Song in der Zwergenhütte müde wie Goldlöckchen in den Schlaf fällt, finden es die Zwerge am nächsten Morgen in der Weise des Schneewittchenbildes von Arthur Rackham.

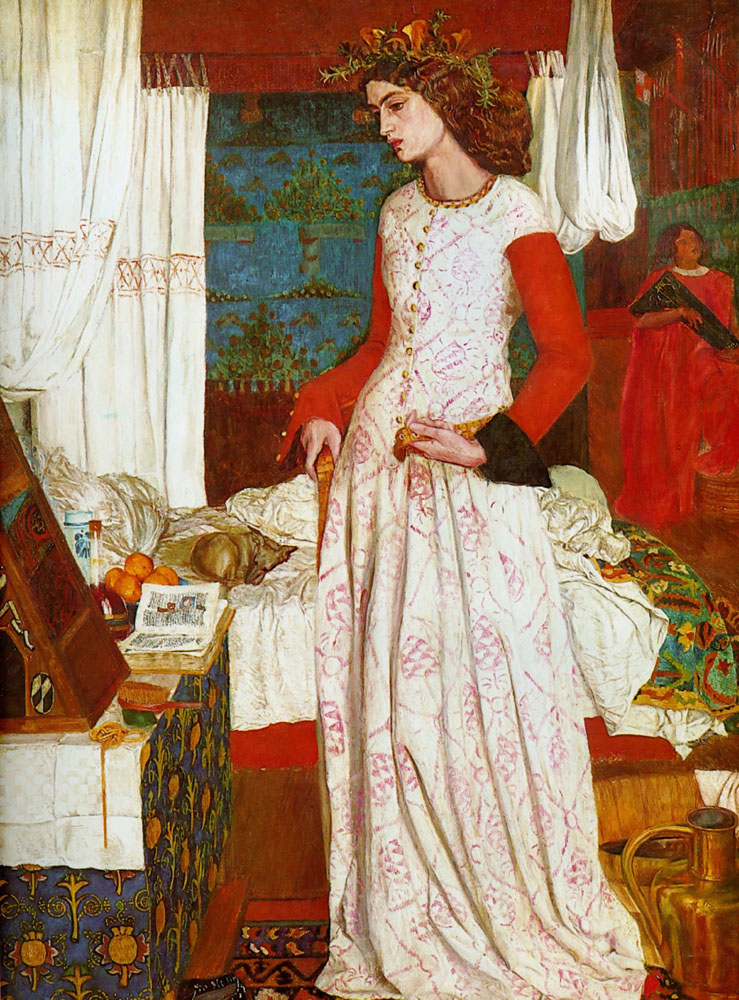
Bild von William Morris

Die liebevolle Mutter Schneewittchens scheint in Physiognomie und Kleidung dem Bild einer jungen Frau von William Morris nachempfunden (siehe Seitenbild). Die Kostüme des Films orientieren sich stilvoll an den Bildern der Präraffaeliten. Das Schloss steht auf waldiger Bergeshöhe – ähnlich wie Schloss Neuschwanstein. Innen und Außen ist die Architektur neugotisch. Die bildliche Harmonie der Schneewittchenwelt kontrastiert mit der Selbstinszenierung der Stiefmutter, wo die neugotischen Dreipässe und Kleeblattformen mit poppigen Acrylfarben und Neonlichtern zu aufgeblasenem Pomp vergiftet werden. Die Musical-Musik wirkt in diesem Film blasser als die Filmbilder. Die Songs verbinden den überzeitlichen Schneewittchenstoff mit einer recht oberflächlich wirkenden modischen Klangwelt. Allerdings wird durch die Musical-Effekte der abgründige Gehalt des Schneewittchenmärchens ins lieblich Kindliche gemildert und bringt diesen Stoff damit in eine für Kleinkinder kommensurable Gestalt. Die Musicalform rückt den Schneewittchenfilm atmosphärisch in die Nähe von Mary Poppins und steht auch in der Filmmusiktradition von Disneys Zeichentrick-Schneewittchen. Die Liebe von Schneewittchen und dem Prinzen ist Liebe auf den ersten Blick und wird weder im Film noch bei den Brüdern Grimm psychologisch durch Vorgeschichte oder Erklärung tiefer durchleuchtet. Das Geltungsbedürfnis der Stiefmutter führt der Film sehr detailliert aus. Insbesondere am Film-Ende ist der Blick geradezu fixiert auf alle Details der Bösen, während die Erleichterung auf Seiten Schneewittchens und des Prinzen sehr verkürzt wirkt. Das Glück der Befreiung wird zwar artikuliert, erscheint jedoch im Familienidyll der Prinzenhochzeit etwas erstickt. Die Befreiung von der Stiefmutter, die immerhin Schneewittchens Kindheit, ihren Vater und beinahe auch Schneewittchens Leben auf dem Gewissen hat, könnte märchenhafter, glücklicher, freier und strahlender inszeniert sein.

## Synchronisation
Von Snow White liegt die deutsche Synchronbearbeitung unter dem Titel Schneewittchen auf DVD vor – ebenso wie die französische Synchronfassung unter dem Titel Blanche Neige. Leider gibt es weder bei den deutschen Fernsehausstrahlungen noch bei der DVD Hinweise auf die Herkunft und die Sprecher dieser Synchronfassungen.
Es existieren für diesen und weitere Cannon Movie Tales-Filme auch noch deutsche Synchronisationen des damaligen Fernsehens der DDR. Diese entstand im Deutschen Fernsehfunk Studio für Synchronisation, Berlin.
| Rolle                        | Darsteller         | Synchronsprecher         |
| ---------------------------- | ------------------ | ------------------------ |
| Schneewittchen               | Sarah Patterson    | Gabriele Schramm-Philipp |
| König, Schneewittchens Vater | Douglas Sheldon    | Hansjürgen Hürrig        |
| Das Gesicht des Spiegels     | Julian Joy Chagrin | Werner Ehrlicher         |

## Kritiken
- „Musical-Inszenierung um das Märchen von der schönen Prinzessin Schneewittchen, die auf der Flucht vor ihrer bösen Stiefmutter Zuflucht bei den sieben Zwergen findet. Kinderfilm im Rahmen einer Reihe von Märchenverfilmungen der Yoram-Globus-Produktion, die nur zum geringen Teil in unseren Kinos zu sehen waren. Auf Äußerlichkeiten konzentriert, ist der Film durchaus unterhaltsam, ohne wirklich überzeugen zu können.“ Lexikon des internationalen Films[8]